# Obeidia propinquans
Obeidia propinquans là một loài bướm đêm trong họ Geometridae.